# 克里斯蒂安·鮑埃爾

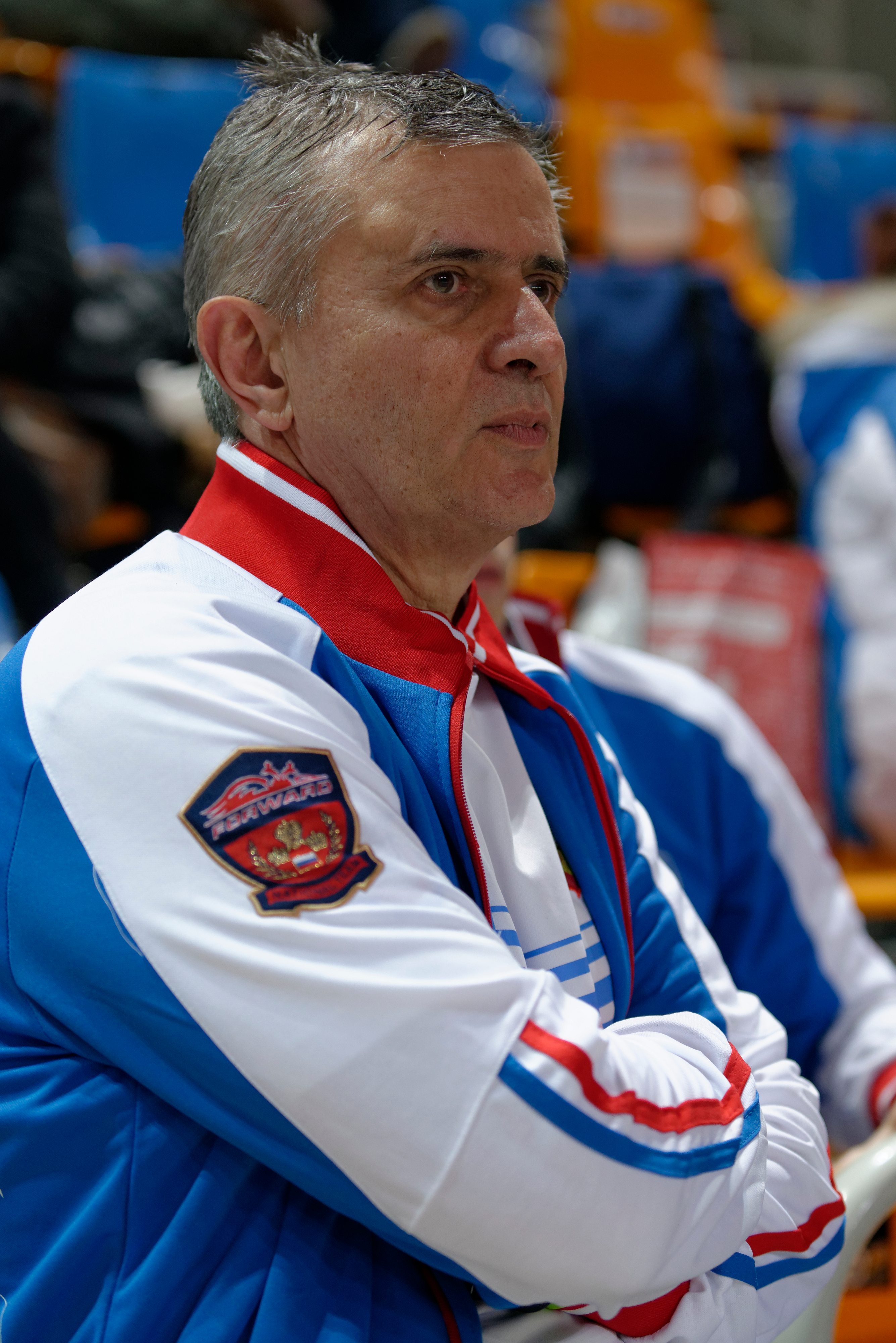

克里斯蒂安·鮑埃爾（法語：Christian Bauer，1951年9月15日—），出生于法國，前法國國家佩劍隊成員，佩剑教練。

## 经历
- 2000年，帶領法國国家佩劍隊奪得悉尼奧運會團體佩劍比赛銀牌。
- 2004年，指導義大利選手蒙塔諾獲得雅典奧運會男子个人佩剑比赛冠軍。
- 2006年，中國佩劍隊聘请鲍埃尔担任教练。
- 2008年，指導中國佩剑選手仲滿獲得北京奧運會男子佩劍個人冠軍，譚雪、倪紅、包盈盈、黃海洋獲得女子團體佩劍銀牌。